# Budd Doble Comes Back
Budd Doble Comes Back è un cortometraggio muto del 1913 diretto da Colin Campbell.

## Produzione
Il film fu prodotto dalla Selig Polyscope Company.

## Distribuzione
Distribuito dalla General Film Company, il film - un cortometraggio di una bobina - uscì nelle sale cinematografiche statunitensi l'11 luglio 1913.